# Minotauros

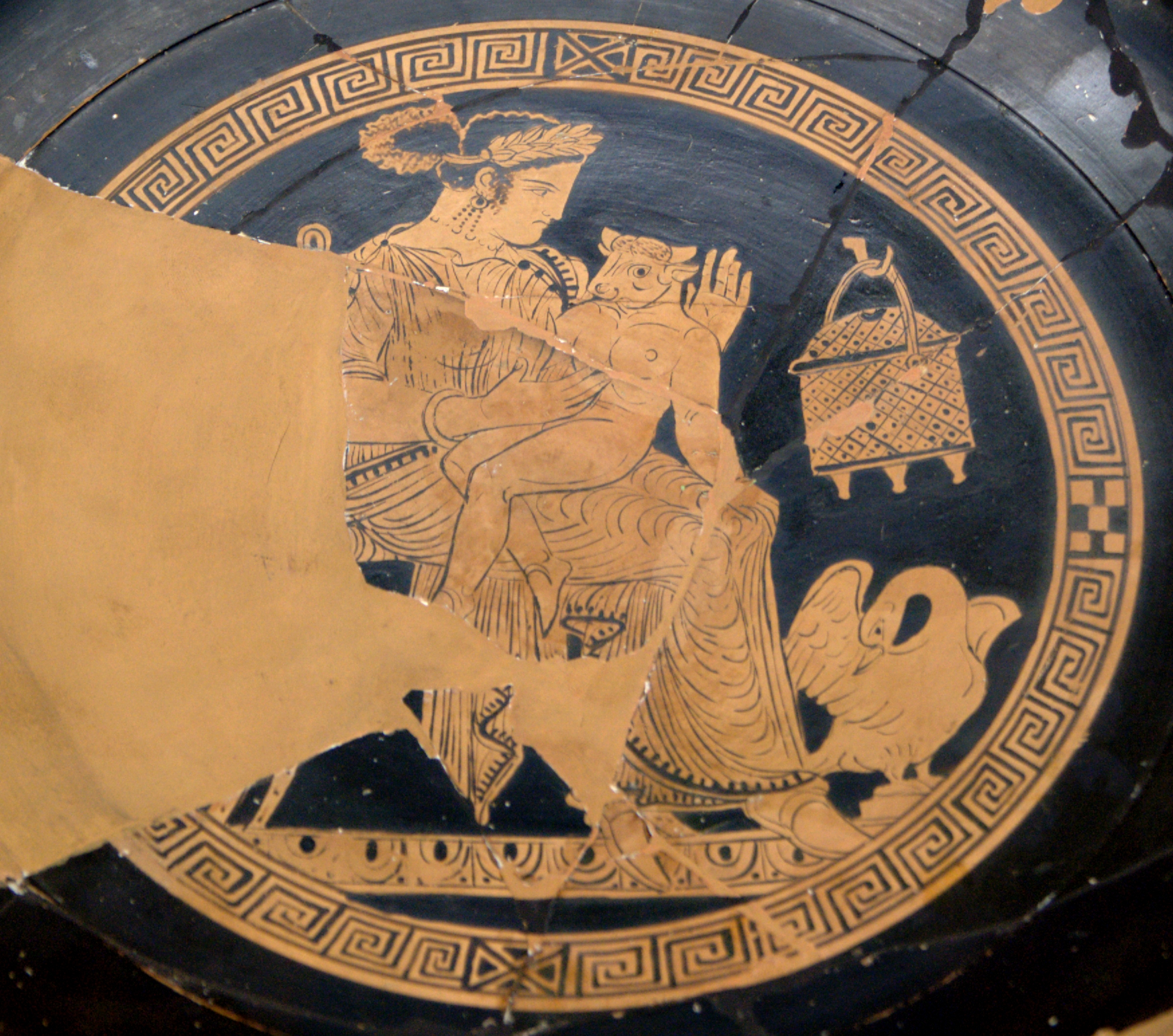
Pasiphaë und der Minotaur, Attisch-rotfigurige Kylix des Settecamini-Malers, 340–320 v. Chr., Cabinet des Médailles, Paris.

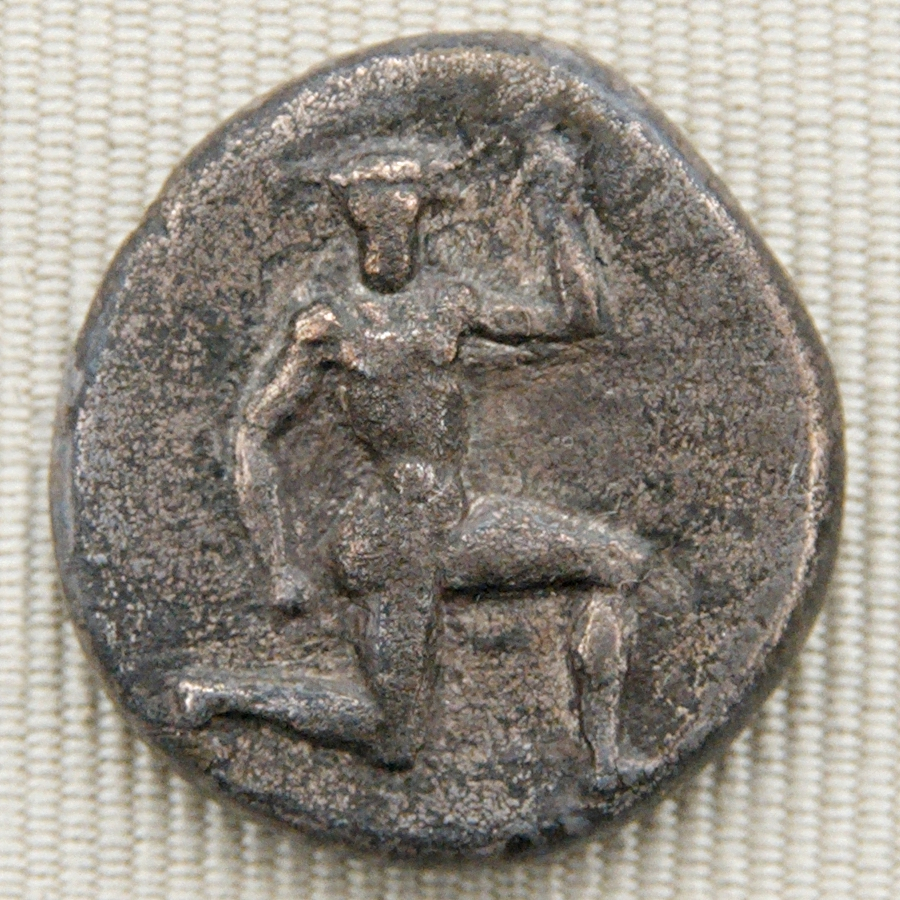
Silberdrachme von Knossos, Kreta, ca. 425–360 v. Chr.

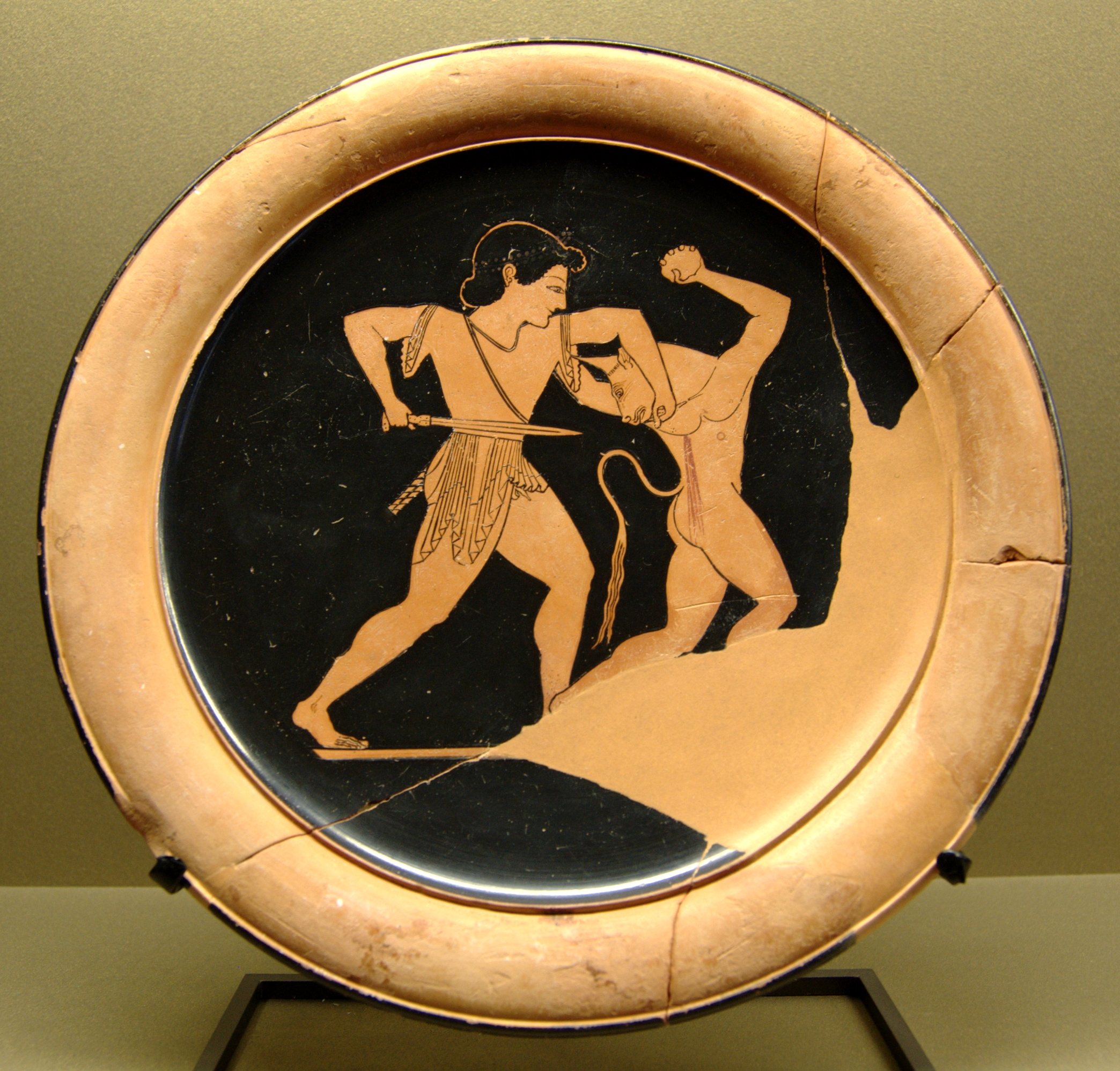
Theseus und der Minotauros, attisch-rotfiguriger Teller des Paseas, 520–510 v. Chr., Louvre

Der Minotauros (auch Minotaurus, altgriechisch Μινώταυρος Minṓtauros, lateinisch Minotaurus, deutsch Minotaur) ist eine Gestalt der griechischen Mythologie: ein Wesen mit menschlichem Körper und Stierkopf.

## Mythologie
Minos, ein Sohn des Zeus und der Europa, der auf der Insel Kreta wohnte, bat seinen Onkel, den Meeresgott Poseidon, ihm zur Erlangung der Königswürde und Abschreckung anderer Thronanwärter ein Wunder zu gewähren. Er gelobte, was immer dem Meer entsteige, dem Gott zu opfern. Poseidon sandte ihm daraufhin einen prächtigen Stier, und Minos wurde König von Kreta. Der Stier gefiel ihm jedoch so gut, dass er ihn in seine Herde aufnahm und stattdessen ein minderwertiges Tier opferte.
Poseidon ergrimmte und schlug Minos’ Frau Pasiphaë mit dem Begehren, sich mit dem Stier zu vereinen. Sie ließ sich von Daidalos ein hölzernes Gestell bauen, das mit Kuhhaut verkleidet war. Darin verbarg sie sich und ließ sich so von dem Stier begatten. Als Frucht dieser Vereinigung gebar sie den Minotauros (Minosstier) mit Namen „Asterios“. Minos ließ für das Mischwesen durch Daidalos ein Gefängnis in Form eines Labyrinthes erbauen.
Als Minos die Nachricht erhielt, sein Sohn Androgeos sei durch Zutun des Königs Aigeus von Athen ums Leben gekommen, brach er zu einem Rachefeldzug gegen Athen auf. Er konnte die Athener besiegen und erlegte ihnen einen grausamen Tribut auf: Alle neun Jahre mussten sie sieben Jünglinge und sieben Jungfrauen nach Kreta senden, wo sie in das Labyrinth des Minotauros geschickt und so diesem geopfert wurden.

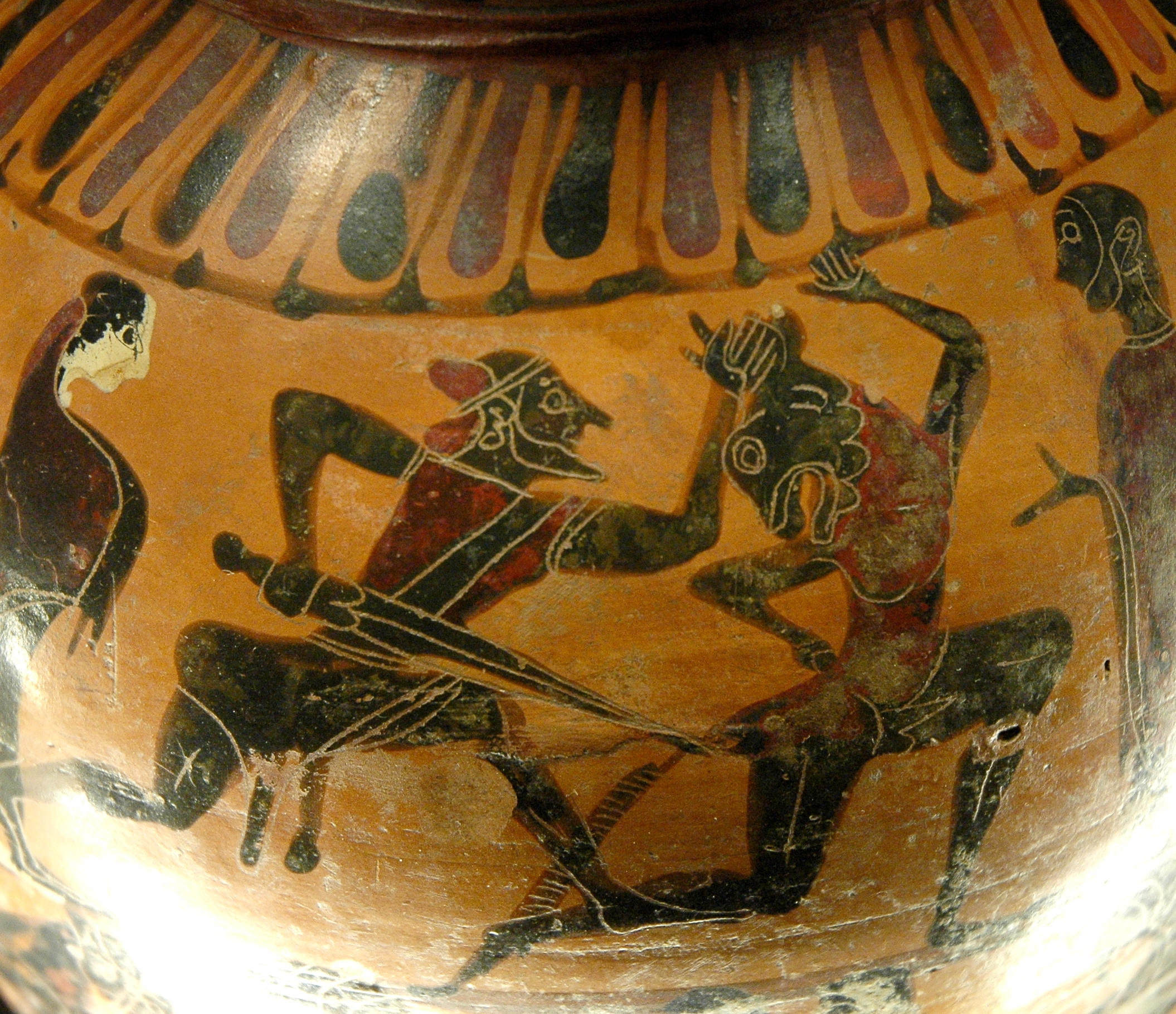
Darstellung des Todes des Minotauros auf einer etruskischen Amphora des Castellani-Malers.

Schließlich löste Theseus – Sohn des Aigeus und später sein Nachfolger als Herrscher – das Problem, indem er sich selbst mit der dritten Tributfahrt auf den Weg machte, um das Ungeheuer zu töten. Minos’ Tochter Ariadne verliebte sich in den Helden und half ihm mit ihrem Ariadnefaden, den Theseus am Eingang befestigte und abrollte.
Theseus tötete den Minotauros und fand mit Hilfe des Fadens aus dem Labyrinth heraus. Mit Ariadne, den Jünglingen und Jungfrauen machte er sich auf die Heimreise.
Zur Strafe ließ Minos den Architekten Daidalos samt seinem Sohn Ikaros in das Labyrinth sperren. Manche sagten nämlich, es sei Daidalos’ Hinweis gewesen, den Faden vom Eingang her abzurollen. Zur Flucht von der Insel baute Daidalos für sich und seinen Sohn Flügel; er selbst konnte mit Hilfe dieser Schwingen nach Sizilien entkommen, Ikaros aber stürzte ins Meer, das – so das ätiologische Narrativ – seitdem Ikarisches Meer heißt.

## Kunst und Geschichte
Als historische Vorlage für das Labyrinth gilt die Palastanlage von Knossos, ein mehrstöckiges Gebäudeensemble mit komplexer Architektur.
Der Minotauros ist bis in die Gegenwart ein beliebtes Motiv der bildenden Kunst. Darstellungen eines Mischwesens mit Stierkopf und menschlichem Körper finden sich bereits auf Relikten der minoischen Kultur Kretas. Der Sagenkreis um den Minotaurus mit Theseus, Ariadne und Dionysos ist auch ein beliebtes Motiv der Fresken im antiken Pompeji. Eine berühmte Minotauromachie stammt von Picasso. In Max Ernsts großer Skulptur aus dem Jahr 1948, Capricorn, bildet eine dem Minotauros ähnliche Figur den Mittelpunkt des Werks.
In der Literatur hat Friedrich Dürrenmatt den Minotaurus in seiner gleichnamigen Ballade neu interpretiert: Vom menschenfressenden Ungeheuer wird er hier zum Opfer undurchschaubarer Umstände und zum Sinnbild gegenwärtiger Orientierungslosigkeit. Die Ballade bildete die Vorlage für die Oper Minotauro der italienischen Komponistin Silvia Colasanti aus dem Jahr 2018. Der Minotaurus ist der Ich-Erzähler in Das Haus des Asterion von Jorge Luis Borges.